# Nasobelba coronata
Nasobelba coronata är en kvalsterart som beskrevs av Sandór Mahunka 2005. Nasobelba coronata ingår i släktet Nasobelba och familjen Suctobelbidae. Inga underarter finns listade i Catalogue of Life.